# Вулиця Зарічанська (Хмельницький)
Зарічанська вулиця — вулиця у місті Хмельницькому, яка розташована у мікрорайоні Заріччя.

## Історія
Вулиця виникла у 1966 році. В цей час відбувалось будівництво на території нового мікрорайону Заріччя. Перша назва вулиці була Куйбишева, у 1991 році була перейменована на Зарічанську, на вибір нової назви вплинуло розташування вулиці.

## Опис
Територіально вулиця розташована вздовж річки Південний Буг. Вулиця обмежена вулицею С. Бандери та Старокостянтинівським шосе
.

## Будинки
- Зарічанська, 9. Спортивний центр УМВС та Меморіальний комплекс загиблим міліціонерам.
Спортцентр, збудований у середині 1990-х років, має сучасні ігрові та спеціалізовані спортзали, різноманітні відкриті майданчики. На площі перед центром, у 2002 р. було відкрито Меморіальний комплекс загиблим міліціонерам, який включає пам'ятник (скульптор К. Коржев) та Борисоглібську капличку.
- Зарічанська, 10. Політехнічний коледж.
Комплекс споруд коледжу включає навчальні корпуси, гуртожитки, стадіон. Заснований у 1965 р. як електромеханічний технікум, який в 1991 р. отримав назву Політехнічний коледж.
- Зарічанська, 34. Швейна фабрика ВАТ «Спецодяг».
Підприємство бере початок від Проскурівської швейної фабрики, яка була створена в липні 1945 р. та розташовувалася у невеличкому приміщенні в старій одноповерховій будівлі на центральній вулиці міста (нині будівля знесена, на її місці алеї скверу ім. Шевченка). 1976 р. на базі швейної фабрики створено Хмельницьке виробниче швейне об'єднання «Спецодяг», а з 1977-го підприємство переведено до нового приміщення на вул. Куйбишева (нині — Зарічанська), що дозволило значно наростити потужності. Сьогодні ВАТ «Спецодяг» виготовляє швейну продукцію спецпризначення та товари широкого вжитку.

## Галерея

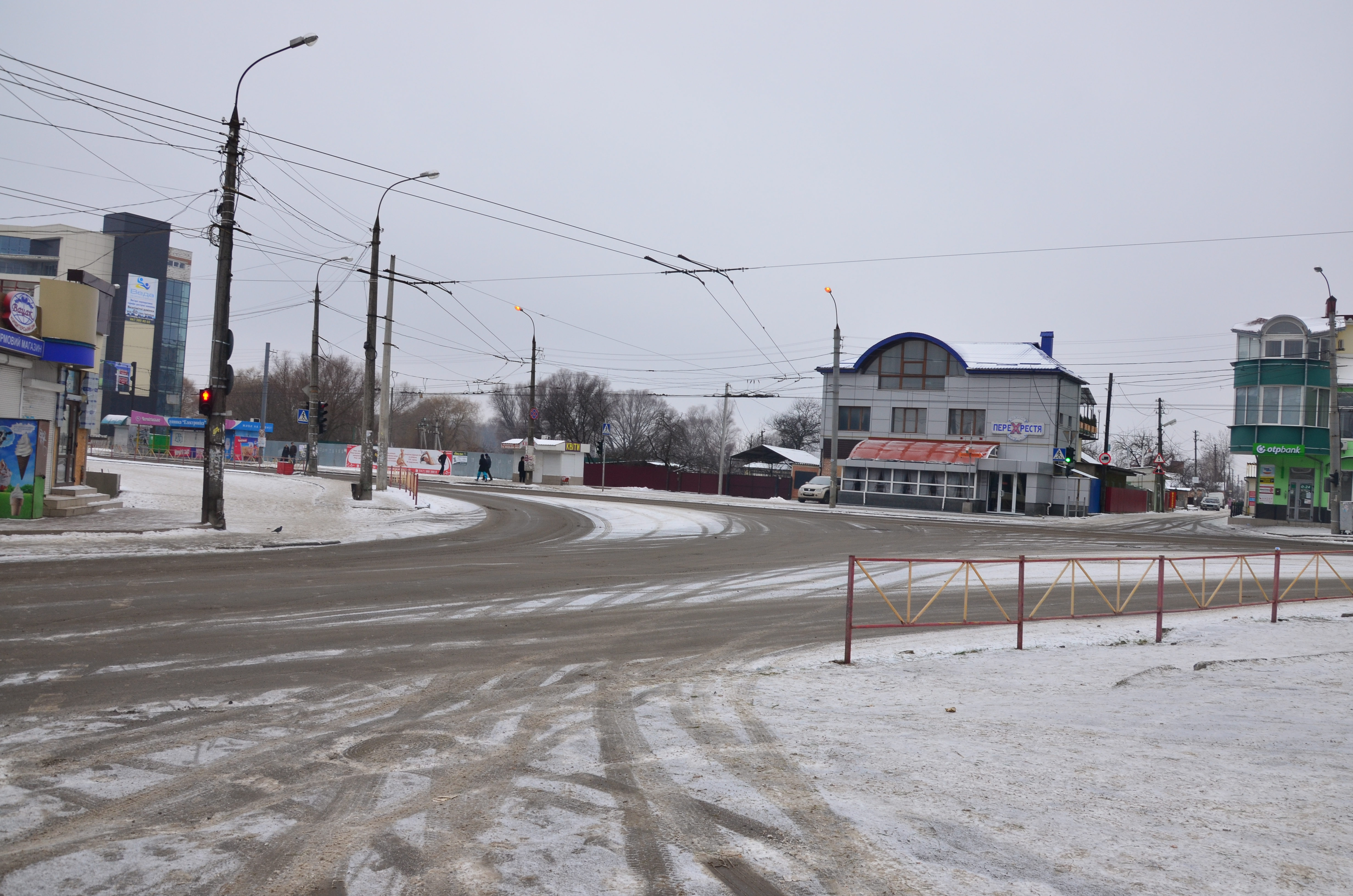
Перехрестя вулиць Зарічанської та Бандери
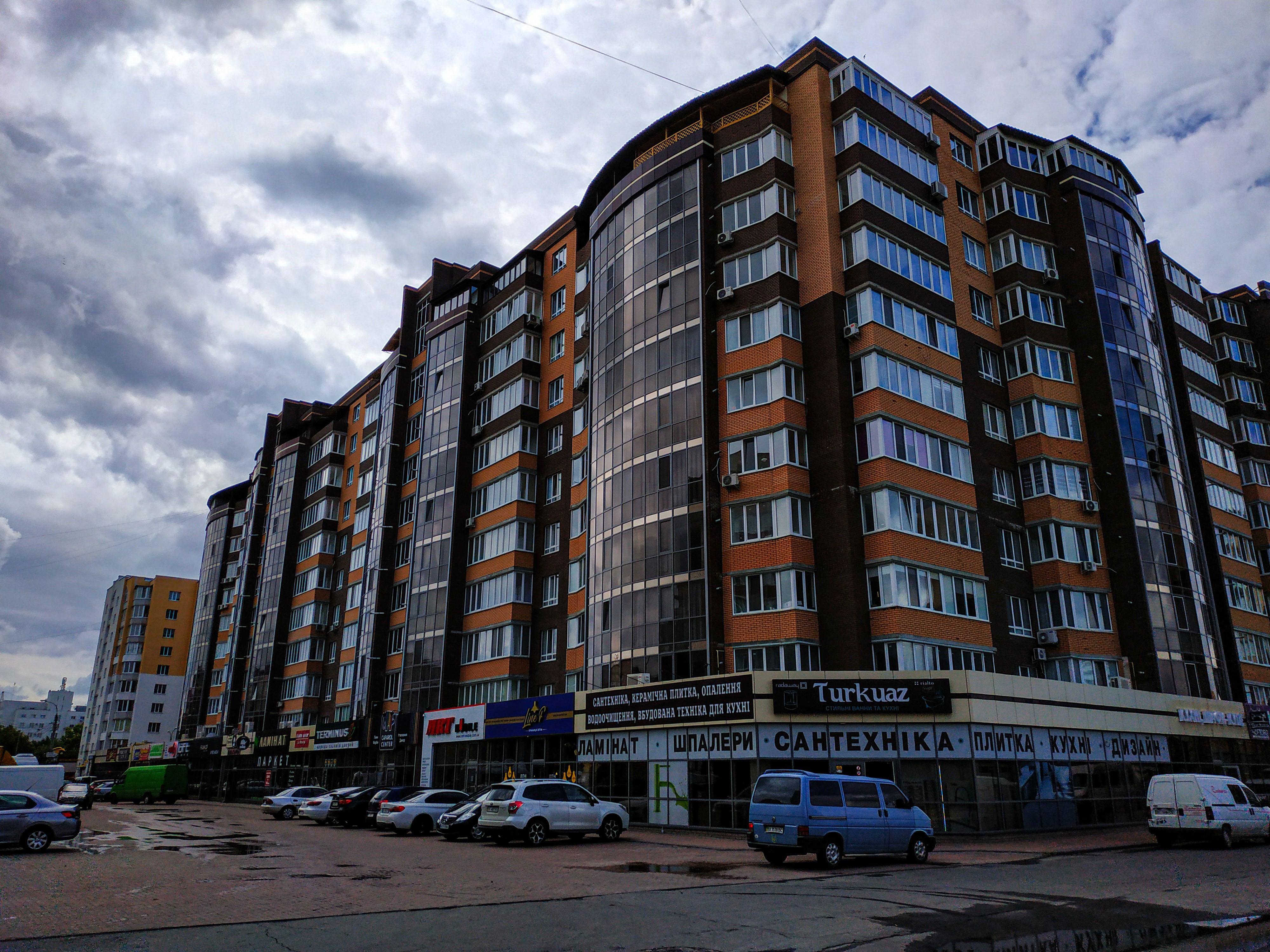
Набережний квартал на Зарічанській
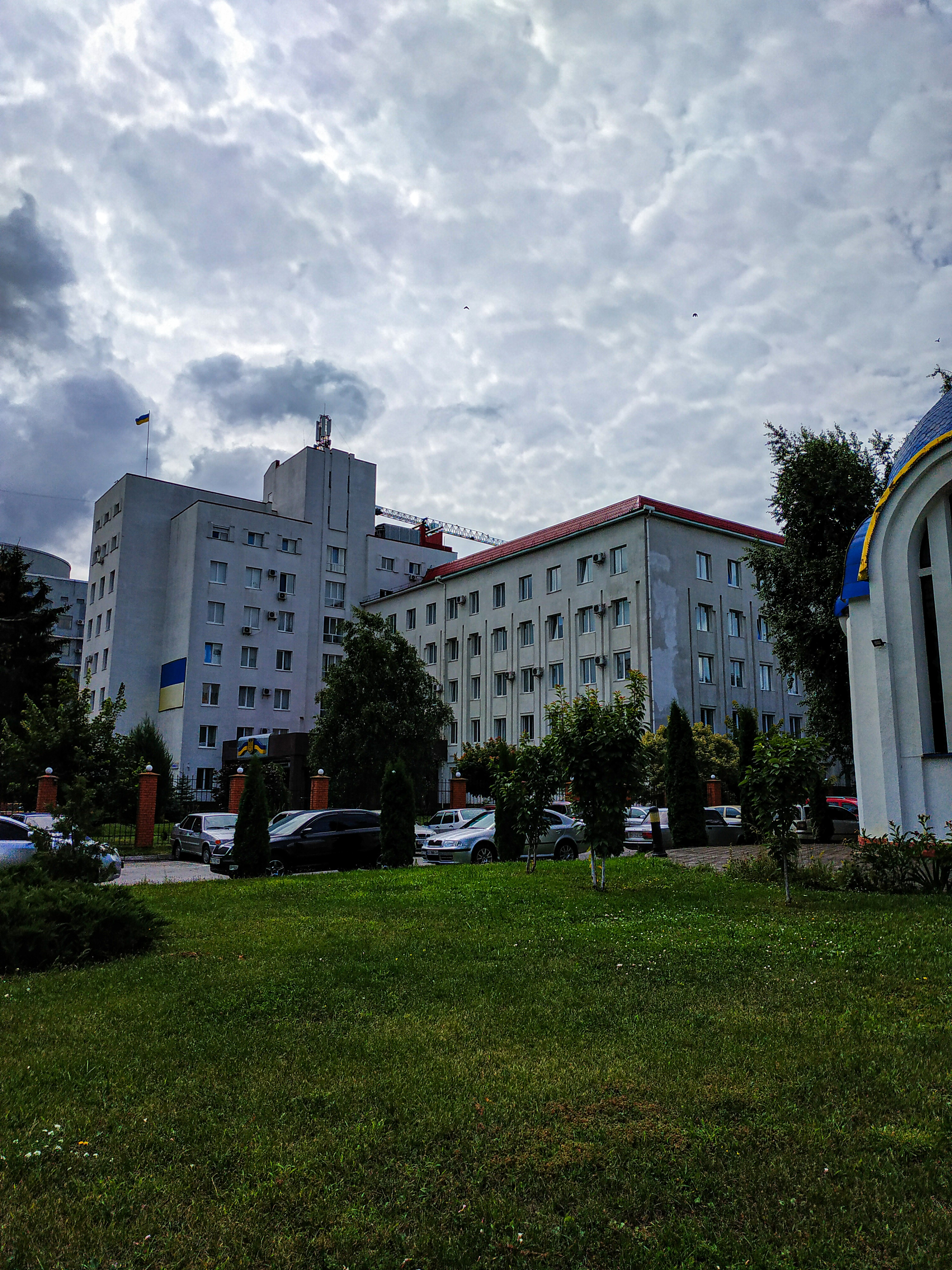
Управління ГУНП в Хмельницькій обл.
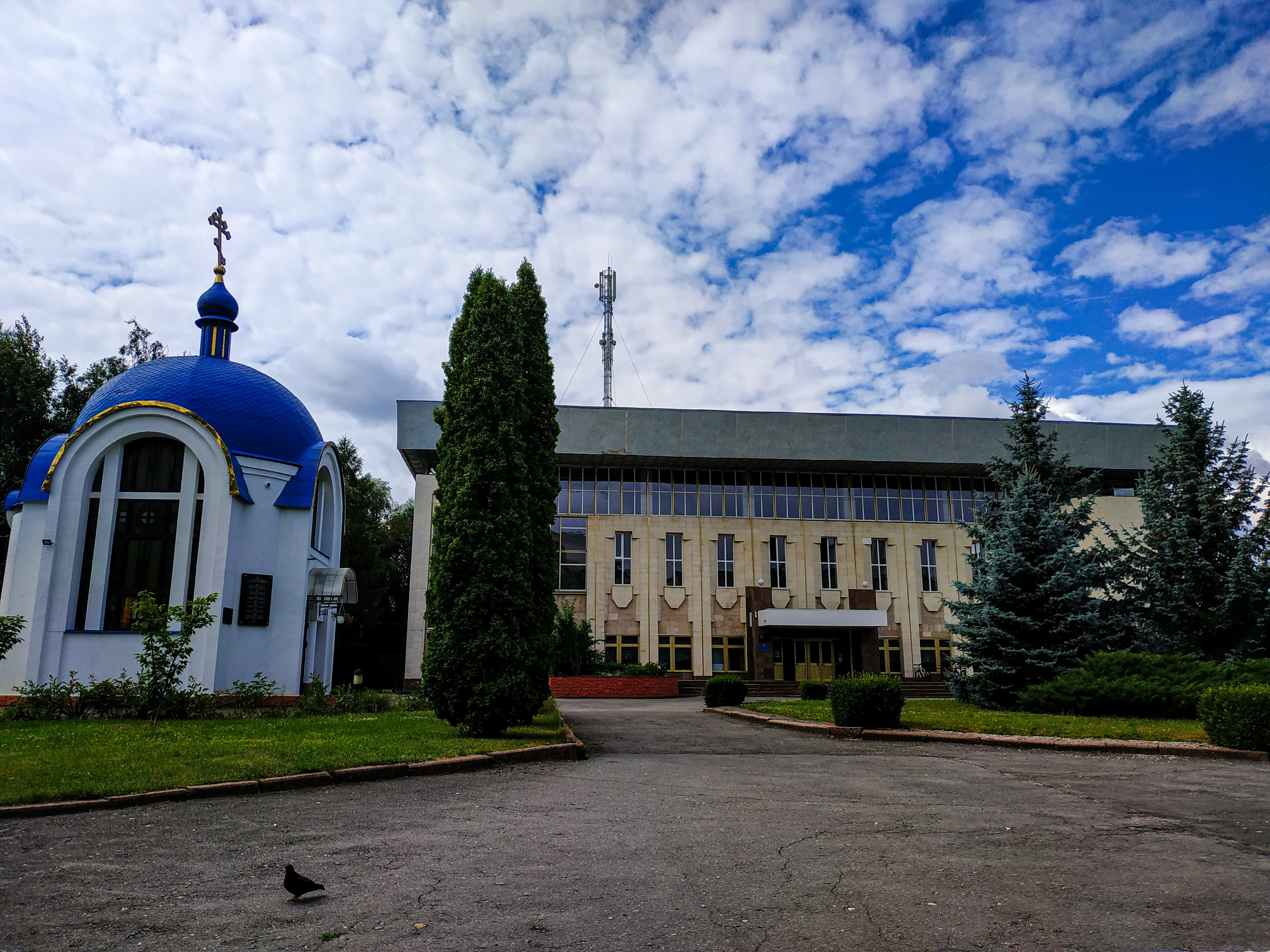
Спортцентр поліції та каплиця
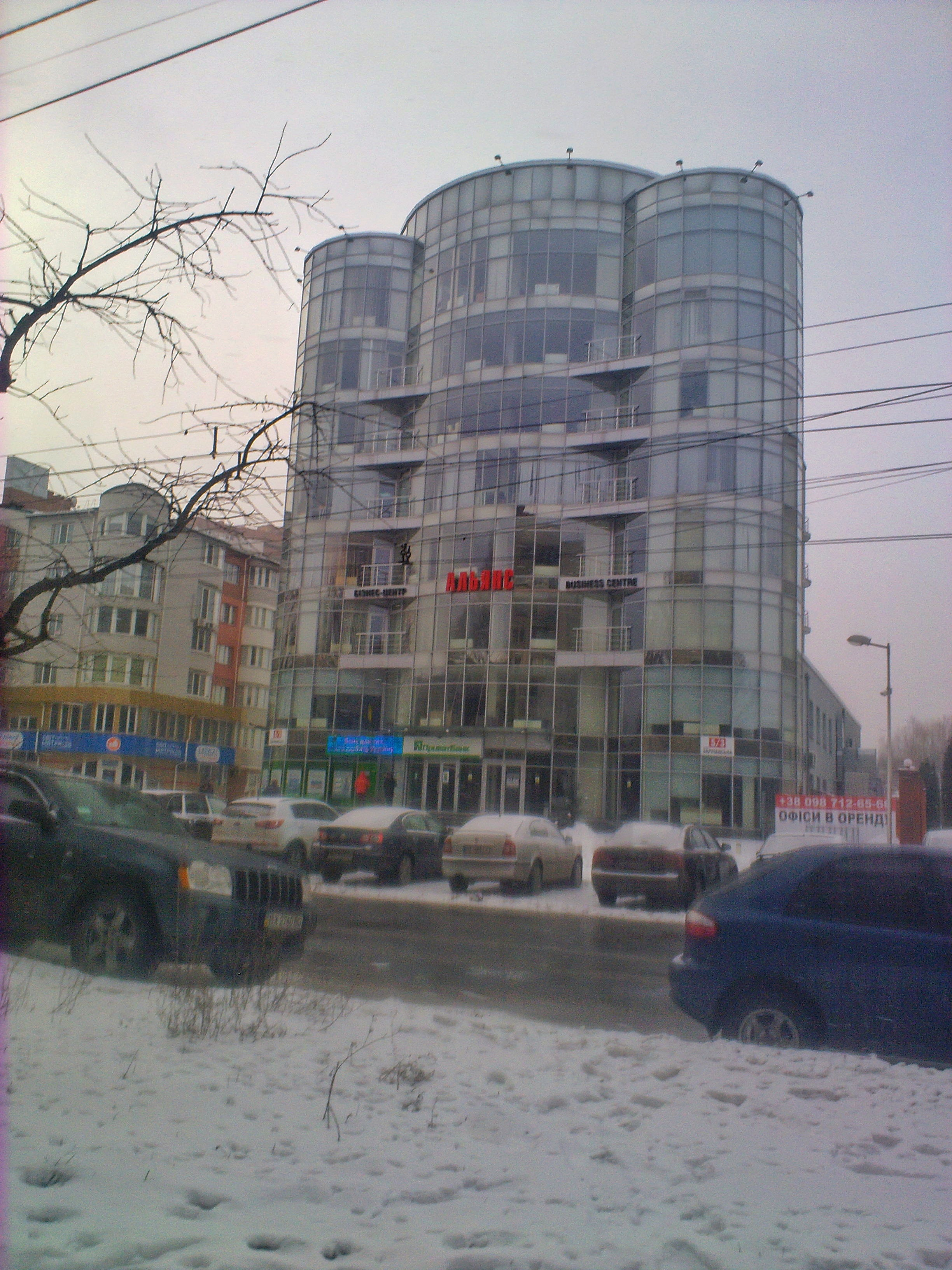
Бізнес-центр «Альянс»
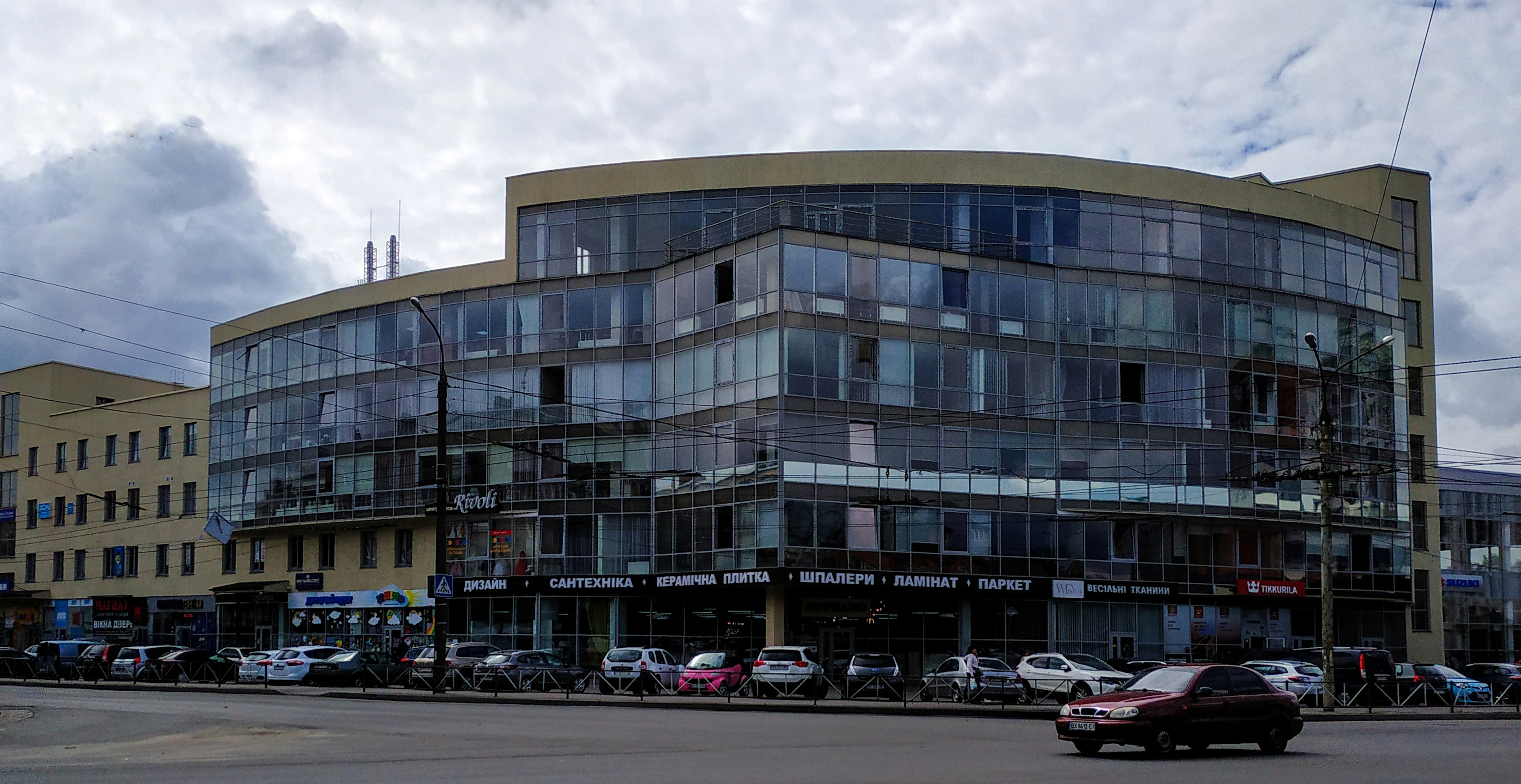
Перехрестя вулиць Свободи та Зарічанської
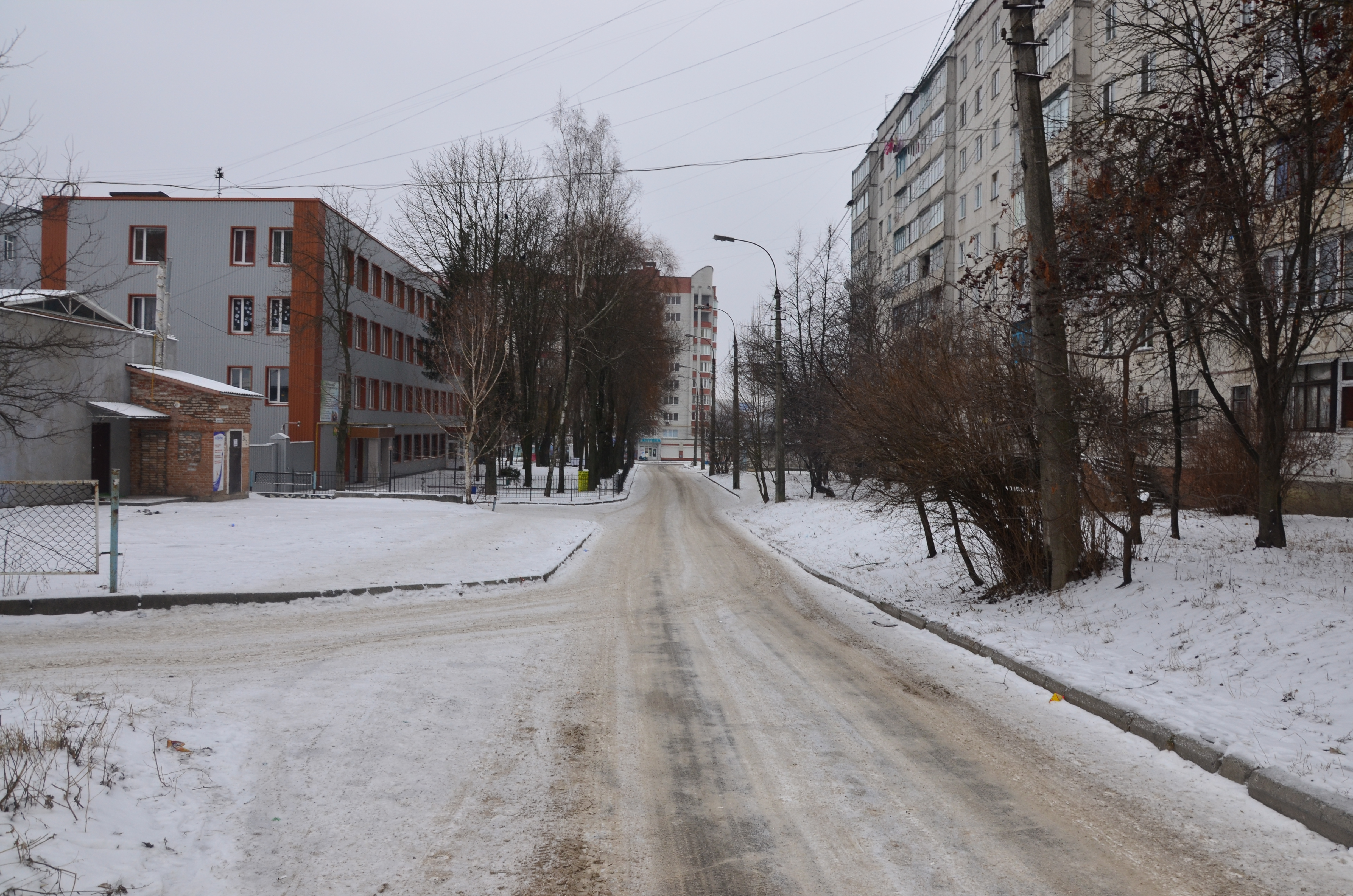
Вулиця Зарічанська
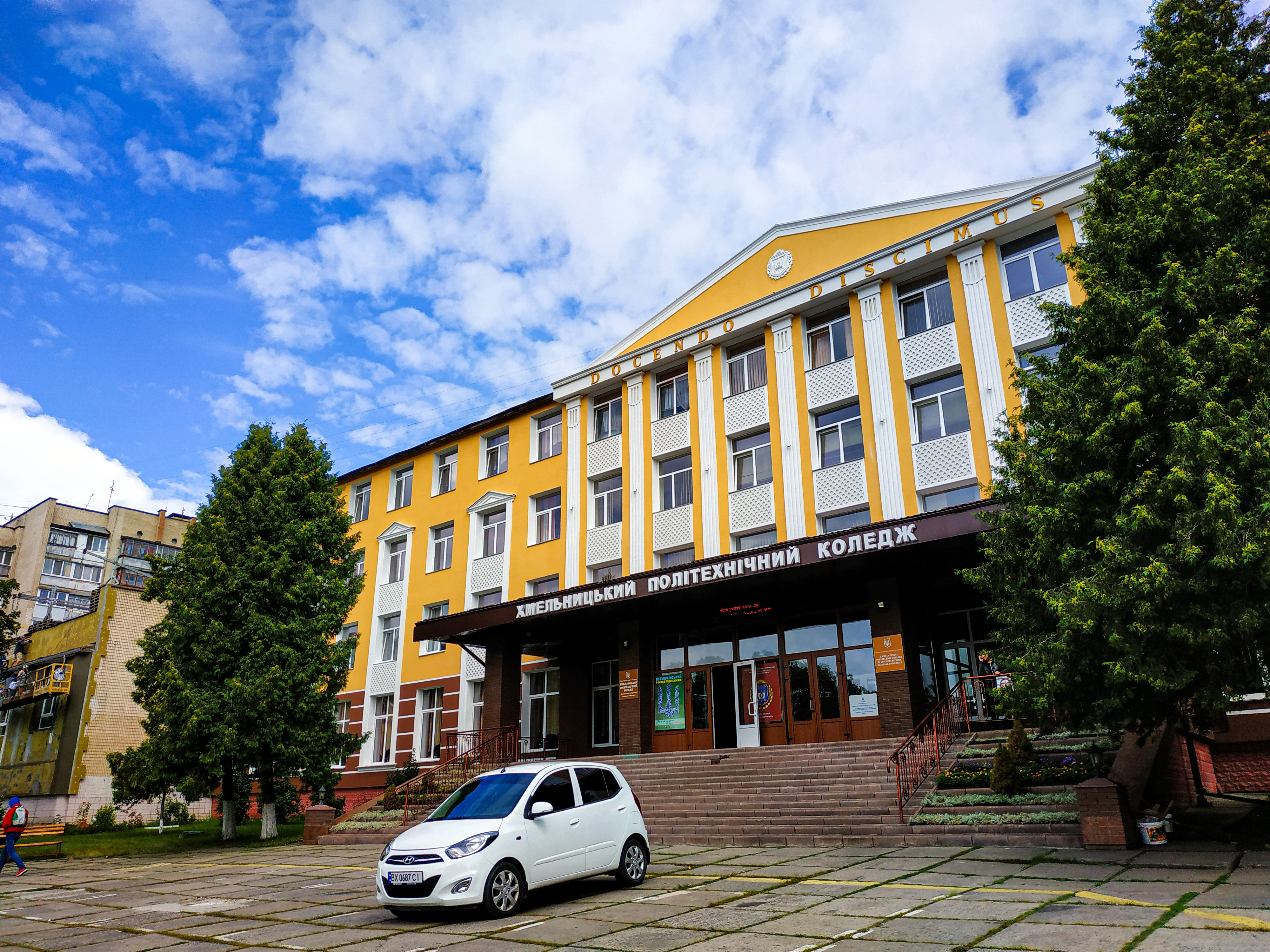
Хмельницький політехнічний коледж
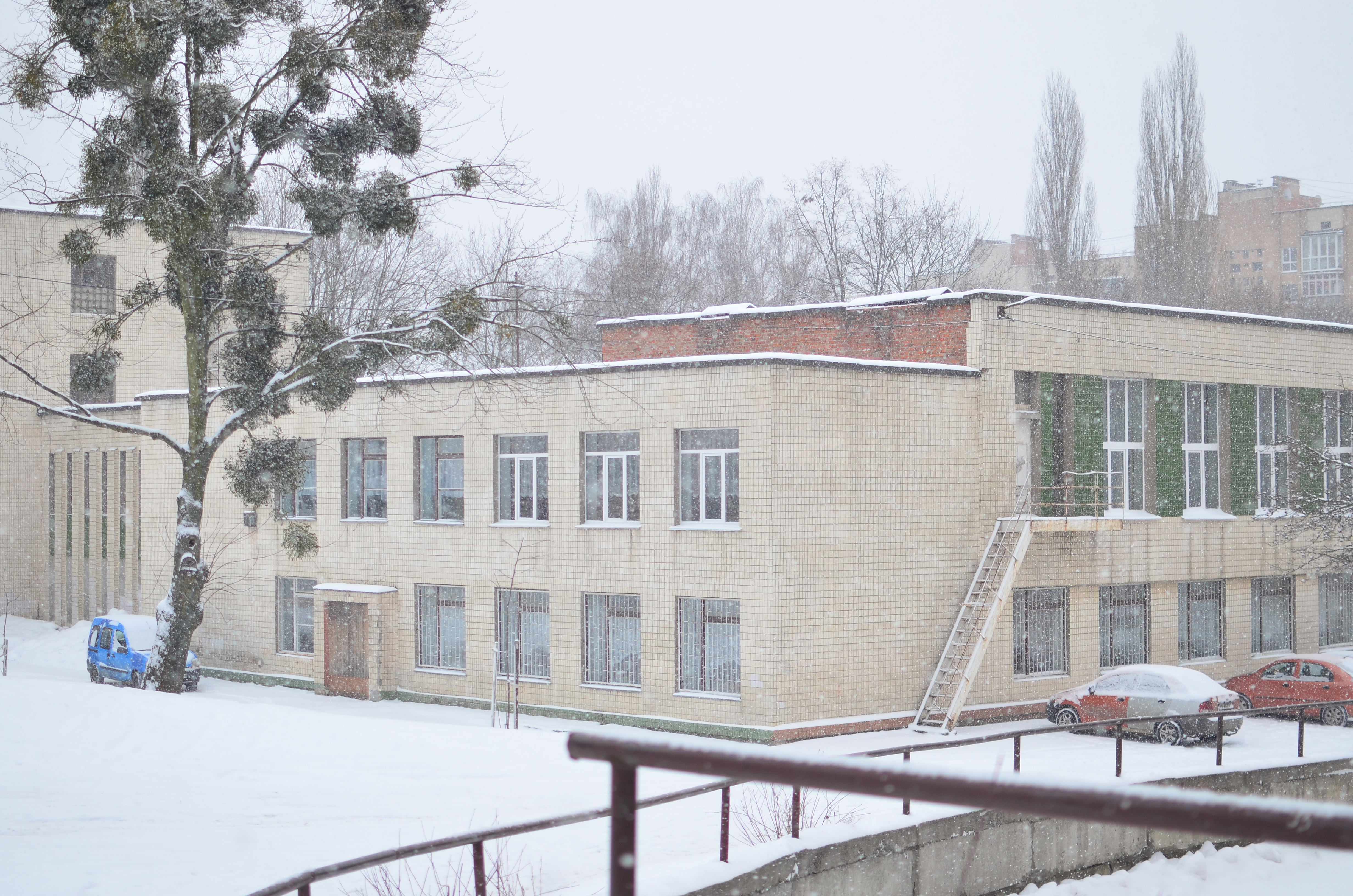
Школа №22
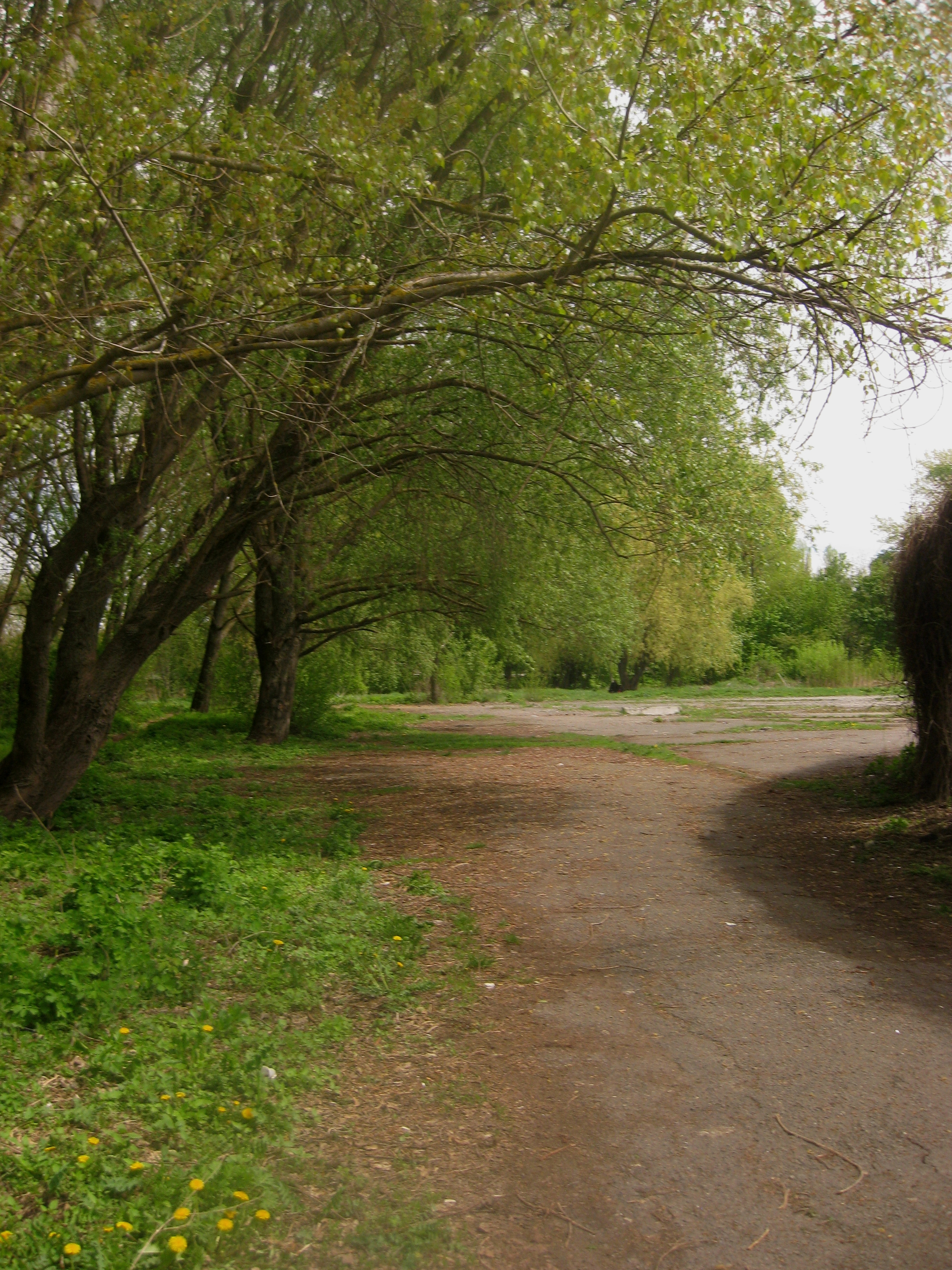
Парк Заріччя на вул. Зарічанській